# Кипельский сельсовет (Юргамышский район)
Кипе́льский сельсовет — упразднённые административно-территориальная единица и муниципальное образование со статусом сельского поселения в составе Юргамышского района Курганской области.
Административный центр — село Кипель.
С 23 декабря 2021 года Законом Курганской области от 10.12.2021 № 143 муниципальный район был преобразован в муниципальный округ, сельсовет упразднён.

## История
В соответствии с Законом Курганской области от 6 июля 2004 года № 419 сельсовет наделён статусом сельского поселения.

## Население
| 1989  | 2002  | 2004  | 2010  | 2012  | 2013  | 2014  |
| ----- | ----- | ----- | ----- | ----- | ----- | ----- |
| 1768  | ↘1523 | ↗1548 | ↘1324 | ↗1347 | ↘1341 | ↘1322 |
| 2015  | 2016  | 2017  | 2018  | 2019  | 2020  |       |
| ↘1233 | ↘1210 | ↘1205 | ↗1213 | ↘1169 | ↘1168 |       |

## Состав сельского поселения
| № | Населённый пункт | Тип населённого пункта       | Население |
| - | ---------------- | ---------------------------- | --------- |
| 1 | Елизаветинка     | деревня                      | ↗23       |
| 2 | Кипель           | село, административный центр | ↘939      |
| 3 | Крутоярка        | деревня                      | ↘91       |
| 4 | Луговая          | деревня                      | ↘61       |
| 5 | Падун            | деревня                      | ↘210      |